# Karl Anton Frank
Karl Frank (* 23. Februar 1909 in München; † 13. Januar 1986 ebenda) war ein deutscher Philologe und Schriftsteller.

## Leben
Der Sohn des königlich bayerischen Obersteuerinspektors Anton Frank wuchs in München auf und besuchte nach der Grundschule hier ab 1918 das Münchner Maximiliansgymnasium, an dem er 1927 – unter anderem mit Rüdiger Freiherr von Hirschberg, Bernhard Rehm und Wilhelm Zoepf – das Abitur ablegte. Anschließend studierte er Germanistik und Anglistik für das Lehramt an bayerischen Gymnasien an der Ludwig-Maximilians-Universität in München, unterrichtete nach der Referendarzeit ab Mai 1938 als Studienassessor am Theresiengymnasium in München. und als Studienrat an weiteren bayerischen Gymnasien. Während des Zweiten Weltkriegs wurde er als Soldat eingezogen. 1965 wurde er krankheitshalber als Studiendirektor in den vorzeitigen Ruhestand versetzt.
Frank unternahm Forschungsreisen zur Vor- und Frühgeschichte und verfasste zahlreiche Sachbücher sowie Erzählungen und Abenteuerromane für die Jugend.

## Werk (Auswahl)
- Schießeisen, Silber und Skelette. Nach alten Chroniken vom Rio Grande und daneben. Hoch-Verlag, Düsseldorf 1970.
- Gold, Galgenvögel und Gespenster. Hoch-Verlag, Düsseldorf 1971.
- Als der Sonnenadler stürzte. Der Kampf um die Schätze der Azteken. Hoch-Verlag, Düsseldorf 1972.
- Durch Guatemala ritt der Tod. Der Zug des Pedro de Alvarado 1524 durch Mittelamerika. Nach seinen eigenen und anderen spanischen Berichten sowie den Chroniken der Hochland-Maya. Hoch-Verlag, Düsseldorf 1973.
- Ischi-Maya. Geisterstadt in der Grünen Hölle. Abenteuergeschichten. Hoch-Verlag, Düsseldorf 1974.
- Sturm aus Atlantis. Das Abenteuer einer neuen Urgeschichte. Hoch-Verlag, Düsseldorf 1975.
- Der letzte Kampf des gelben Puma. Hoch-Verlag, Düsseldorf 1977.
- Atlantis war anders. Verlag für Sammler, Graz 1978.
- Sindbad, die wundersamen Abenteuer des kühnen Seefahrers in fernen Ländern und auf fremden Meeren. Mit Illustrationen von Mouche Vormstein. Donauland, Wien 1979.
- Krummschwert über Wien. Hoch-Verlag, Düsseldorf 1982.
- Ich reite für Tamerlan. Historischer Jugendroman. Die Lebensgeschichte des Johannes Schiltberger. 1986.